# Вітор Рейс
Вітор де Олівейра Нунес дос Рейс (порт. Vitor de Oliveira Nunes dos Reis, нар. 12 січня 2006) — бразильський футболіст, центральний захисник «Манчестер Сіті».

## Клубна кар'єра

### «Палмейрас»
Народився в Сантані, районі Сан-Жозе-дус-Кампуса, у бразильському штаті Сан-Паулу. Розпочав займатись футболом в академії R10 у рідному місті, а у 2016 році, у віці десяти років приєднався до академії «Палмейраса».
Рейс зарекомендував себе як ключовий гравець молодіжних команд «Палмейраса» — спочатку він був чемпіоном Ліги Пауліста до 15 років, а у 2022 році у складі команди «Палмейрас» до 17 років виграв юнацькі Лігу Пауліста, чемпіонат Бразилії та Кубок Бразилії як капітан. При цьому у фіналі Кубка він зіткнувся з гравцем команди «Васко да Гама» та отримав струс мозку, внаслідок чого його довелося доставити до лікарні після того, як він прийшов до тями на полі. Після гри Рейс подякував уболівальникам у соціальних мережах, заявивши, що з ним все гаразд після інциденту.
Рейс підписав свій перший професійний контракт з «Палмейрасом» наприкінці сезону 2022 року, укладаючи угоду до 2025 року. 11 жовтня 2023 року англійська газета The Guardian назвала Рейса одним із найкращих гравців світу, народжених у 2006 році, разом із колишніми товаришами по команді «Палмейрас» Ендріком та Луїсом Гільєрме. Надалі Вітор грав за команду до 20 років у Кубку Сан-Паулу 2024 року, перш ніж розпочати тренування з першою командою у травні того ж року.
26 червня 2024 року Рейс дебютував у першій команді у виїзному матчі Серії А проти «Форталези» (0:3), вийшовши на заміну замість Муріло у другому таймі. А вже у наступному матчі, 1 липня, він забив свій перший гол в домашній грі з «Корінтіансом» (2:0). Надалі він зарекомендував себе як гравець стартового складу, забивши ще один гол у 22 матчах до кінця року.

### «Манчестер Сіті»
21 січня 2025 року Рейс за 29,6 млн фунтів стерлінгів приєднався до клубу англійської Прем'єр-ліги «Манчестер Сіті», уклавши контракт на чотири з половиною роки. 8 лютого Рейс дебютував за містян у виїзному матчі четвертого раунду Кубка Англії проти команди «Лейтон Орієнта» (2:1) з Першої ліги, у якому вийшов в основі, але у перерві був замінений на Абдукодіра Хусанова. 2 квітня Рейс дебютував у лізі за «Сіті» у Прем'єр-лізі в домашньому матчі проти «Лестер Сіті» (2:0), вийшовши на заміну замість Йошко Гвардіола на 92-й хвилині.

## Міжнародна кар'єра
Рейс представляв Бразилію на рівні до 16 років, беручи участь у турнірі Монтайгу 2022 року.
У жовтні 2022 року його викликали до юнацької збірної до 17 років на товариські матчі проти Чилі та Парагваю наступного місяця. У 2023 році у складі цієї збірної він виграв юнацький чемпіонат Південної Америки в Еквадорі та брав участь у юнацькому чемпіонаті світу, виконуючи роль капітана в обох змаганнях.

## Титули і досягнення

### Командні
- Переможець чемпіонату Південної Америки (U-17): 2023